# Aiguilles Rouges d’Arolla
Die Aiguilles Rouges d’Arolla sind eine Bergkette im Kanton Wallis zwischen dem Lac des Dix im Westen und dem Ort Arolla im Südosten. Sie erreicht eine Höhe von 3646 m ü. M.
Es werden drei Gipfel unterschieden, wobei die Scharte zwischen dem mittleren Hauptgipfel und dem Nordgipfel (3594 m ü. M.) nur wenig deutlich ausgeprägt ist. Der Südgipfel (3584 m ü. M.) ist dafür deutlich abgesetzt und der Anstieg über den Grat mit vielen Gendarmen gespickt. Wirklich lohnend ist nur die Gesamtüberschreitung des Grates (IV+ (Stelle), sonst III und II).
Nach stratigraphisch-tektonischen Gesichtspunkten gehört die Gipfelgruppe und ihre teils von Gletschern bedeckten Flanken in das Penninikum, im Detail zur Bündnerschiefer-Decke.